# Petrus Johannis Rudbeckius (biskop)
Petrus Rudbeckius, eller Petrus Johannis Rudbeckius den yngre, född den 19 juni 1625 i Västerås, död den 3 november 1701, var en svensk professor, rektor för Uppsala universitet, biskop. 
Petrus Rudbeckius var son till biskop Johannes Rudbeckius i Västerås stift och Magdalena Hising. Hans ena bror var  Nicolaus Johannis Rudbeckius, också han biskop (i Västerås), en annan var den berömde Olof Rudbeck den äldre och en tredje Johannes Rudbeckius den yngre.
Rudbeckius studerade 1631–40 vid skolan och gymnasium i sin födelsestad, där fadern var verksam, samt studerade med bröderna Nicolaus och Johannes i Uppsala till 1645, då han lämnade det svenska universitetet för att vid utländska högskolor förkovra sig i humanistiska och teologiska ämnen. Emellertid måste han redan följande år återvända till Sverige med anledning av faderns död. Under en ny kort därefter företagen resa besökte han lärosäten i Danmark, Tyskland, Holland, Schweiz, Frankrike och England. 
Han utnämndes till adjunkt vid universitetet i Uppsala 1652 och utsågs av drottning Kristina och Axel Oxenstierna  till extra ordinarie teologie professor där 1655. Konsistoriet, som inte tillfrågats innan utnämningarna, klagade på utnämningsförfarandet. Efter åttaårig verksamhet på denna plats, befordrades han till fjärde teologie professor, var höstterminen 1665 akademiens rector magnificus, blev 1667 teologie doktor, samt utnämndes till förste teologie professor och domprost i Uppsala 1674. 1665, 1672, 1678 och 1688 var han rektor för Uppsala universitet.
I egenskap av professor införde Rudbeckius symboliken som enskilt ämne i teologi, och stod som utgivare av faderns katekes som han också omarbetade. Han skrev själv två verk i symbolik, utgivna 1660. Han var föreslagen som efterträdare åt brodern Nicolaus som biskop, men fick inte befattningen. Likaså föreslogs han som ärkebiskop, men posten gick till Olov Svebilius. Han utgav ett verk om augsburgska bekännelsen, samt höll såsom domprost ett antal likpredikningar över kända Uppsalaprofiler, däribland Johannes Loccenius.
Sedan han med framgång beklätt professuren i nitton år, kallades han och utnämndes 1692 till biskop i Skara och innehade detta ämbete till sin död. Han hade, när han tillträdde som biskop, redan uppnått en ålder av sextioåtta år; det oaktat arbetade han med flit och allvar till församlingarnas bästa och upprätthöll den ordning och de goda inrättningar som blivit i stiftet införda av hans berömda företrädare, biskop Haquin Spegel. 
Gift 1654 med Margareta Stiernhöök, som var dotter till hovrådet Johan Stiernhöök. Deras son Carl von Rudbeck adlades von Rudbeck 1692 för faderns förtjänster (övriga söner dog späda). Dottern Margareta gifte sig med biskop professor Olaus Nezelius. Två döttrar blev ogifta.